# Bahnhof Arvidsjaur

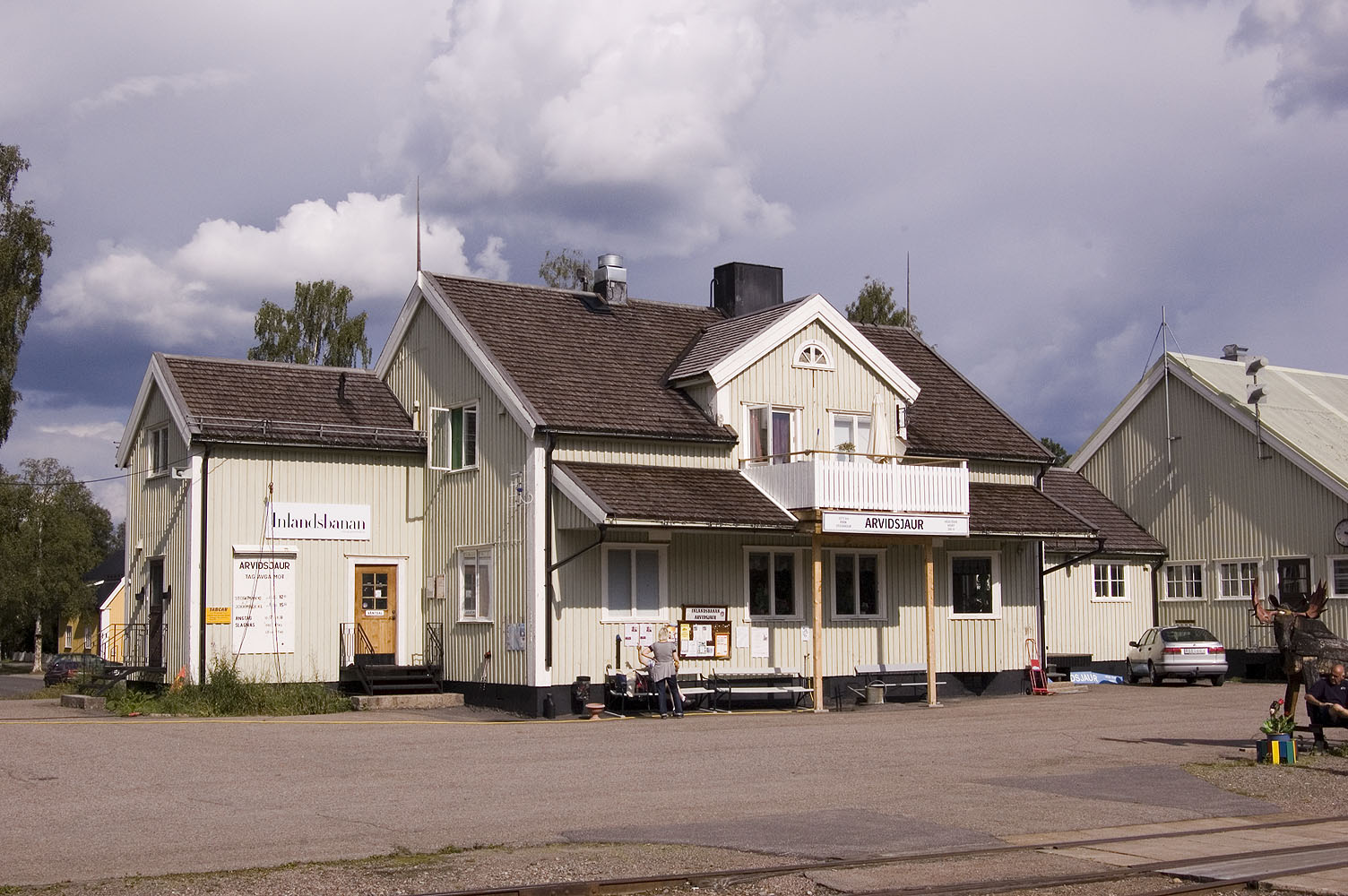
Der Bahnhof (2009)

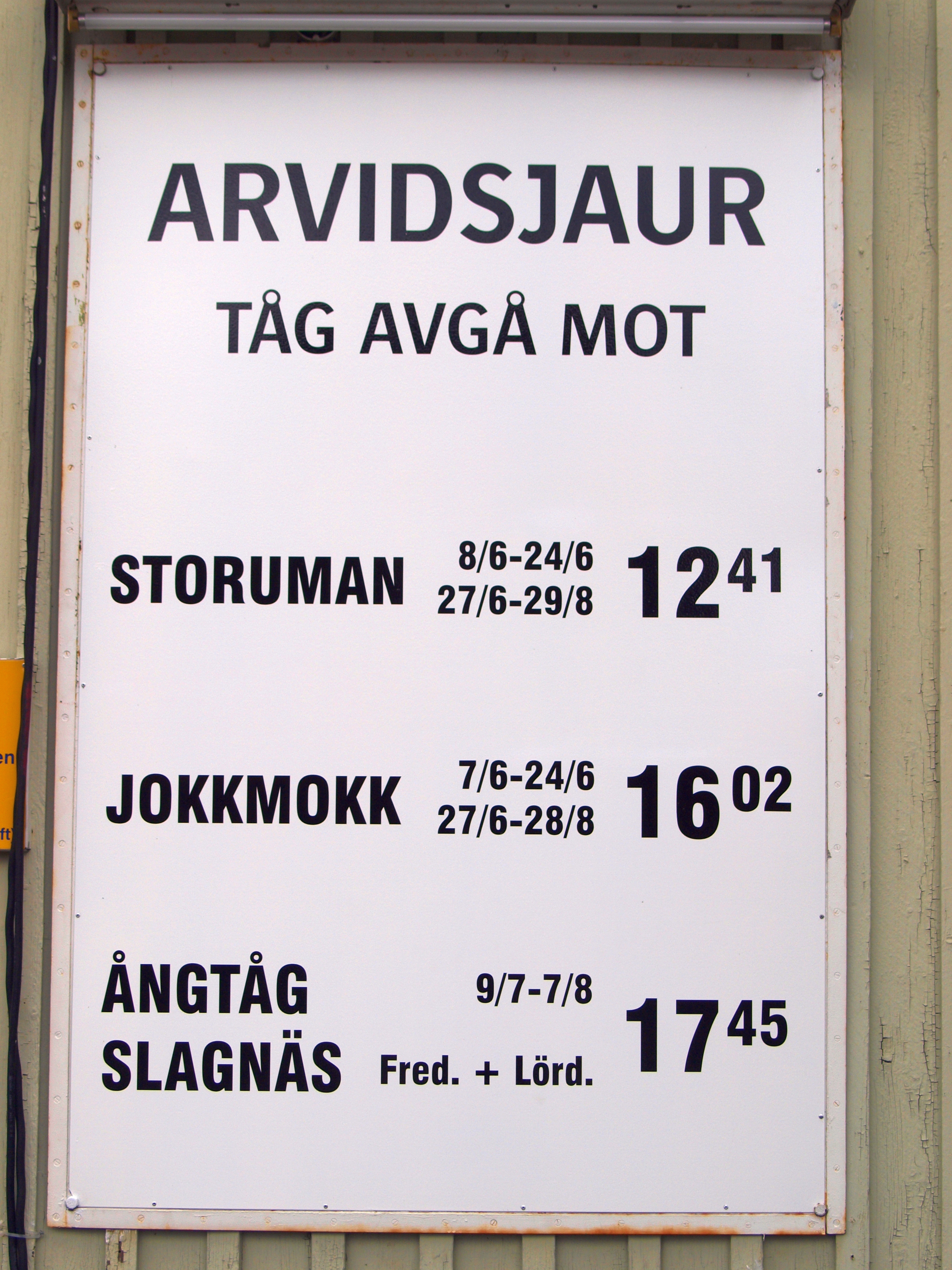
Bahnhofstafel

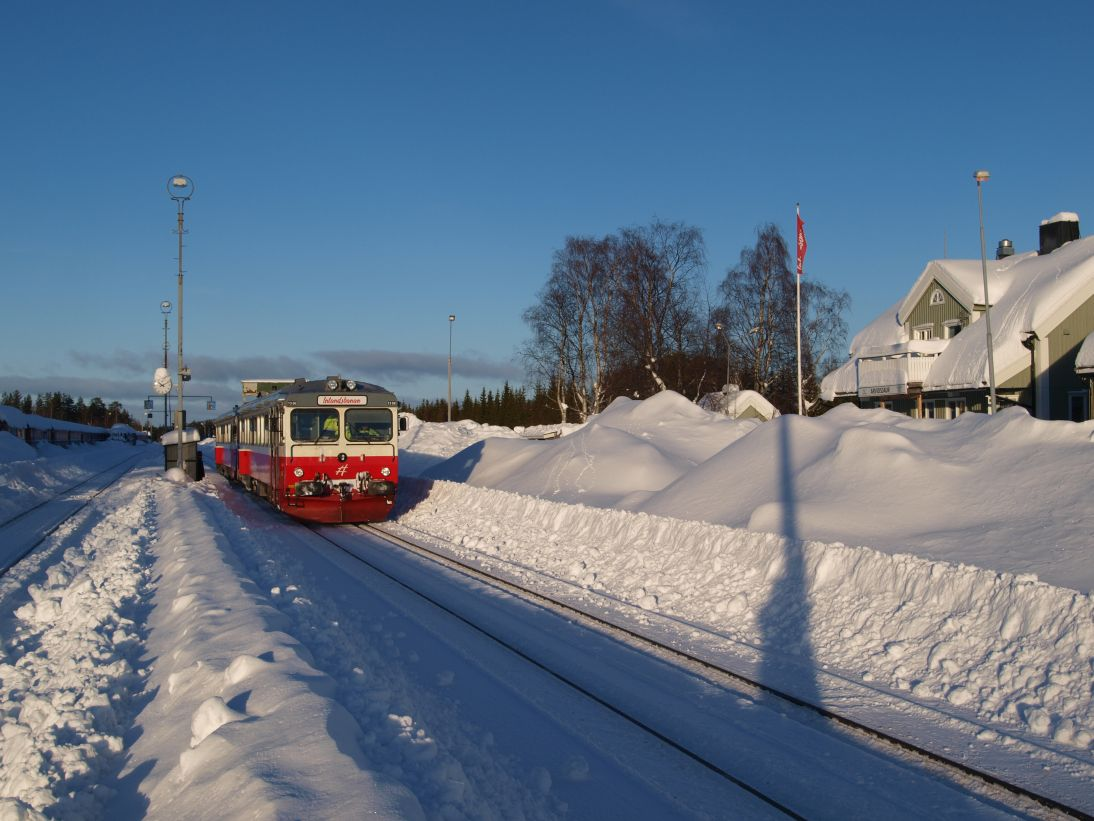
Der Bahnhof im Winter 2015

Der Bahnhof Arvidsjaur ist der Bahnhof des Ortes Arvidsjaur in der historischen Provinz Lappland und der Provinz Norrbottens län in Schweden. Er ist der nördlichste besetzte Bahnhof der Inlandsbahn. Errichtet wurde er als Endbahnhof der Bahnstrecke Jörn–Arvidsjaur bei Streckenkilometer 75,558. Die zweite Kilometrierung von Hällnäs her lautet 327,639.

## Geschichte
Anfang des 20. Jahrhunderts wollte der schwedische Staat den Norden eisenbahntechnisch besser erschließen. In den Jahren 1926–1928 entstand mit dem Bau der Bahnstrecke von Jörn nach Arvidsjaur in Arvidsjaur ein Endbahnhof, der im Dezember des Jahres 1928 eröffnet werden konnte. Erst fünf Jahre später, am 1. Dezember 1933, erreichte der erste Zug aus der entgegengesetzten Richtung Arvidsjaur. Noch fehlten allerdings etwa 175 Kilometer für den durchgehenden Betrieb auf der Inlandsbahn. Die Bauarbeiten wurden von Norden ab Jokkmokk und von Süden ab Arvidsjaur gleichzeitig ausgeführt, so dass am 7. August 1937 der durchgehende Betrieb aufgenommen werden konnte.

## Bahnbetrieb
Für Züge auf der Inlandsbahn ist Arvidsjaur Kopfbahnhof, bei durchgehenden Zügen muss die Lokomotive umgesetzt bzw. der gegenüberliegende Führerstand beim Triebwagen genutzt werden. Seit dem 27. Mai 1990 ist der Verkehr in Richtung Jörn eingestellt, so dass ab diesem Zeitpunkt keine durchgehenden Zugfahrten mehr möglich sind.
Neben einigen Verladegleisen besitzt der Bahnhof sieben parallele Bahnhofgleise, wobei sich der Bahnsteig, ein Inselbahnsteig, zwischen den mittleren Gleisen befindet. Planmäßige Personenzugkreuzungen finden allerdings nicht statt.
Das Bahnhofsgebäude ist im Obergeschoss bewohnt, im Untergeschoss befinden sich der Warteraum und die Diensträume für den Fahrdienstleiter. Außen am Bahnhof ist eine etwa zwei Meter hohe Bahnhofstafel, die die Personenzugfahrten anzeigt, angebracht. Aktuell sind hier nur drei Fahrzeiten aufgelistet: Der südgehende Triebwagen der Inlandsbanan AB nach Storuman (– Östersund), der nordgehende nach Jokkmokk (– Gällivare) sowie der Dampfzug des Arvidsjaurs Järnvägsförening nach Slagnäs.
Am nordwestlichen Ende des Bahnhofes befindet sich ein Bahnbetriebswerk mit Drehscheibe und einem fünfständigen Lokschuppen. Hier hat der Verein Arvidsjaurs Järnvägsförening seinen Sitz.
Storstockholms Lokaltrafik führte 2008 in Arvidsjaur Tests der Wintertauglichkeit seiner Fahrzeuge durch. Für diese Testfahrten wurde ein Stück der Strecke nach Jörn bis zum Anschluss Nordlunda mit Oberleitung, ein anderer mit Stromschiene ausgerüstet.